# 佛灣摩崖造像
佛灣摩崖造像位於重慶市大足区北山佛灣。1961年3月4日作為北山摩崖造像的附屬項目列為第一批全國重點文物保護單位。2000年9月7日列為第一批重慶市文物保護單位。
北山佛湾成眉月形，座东面西，岩面长460米，高7米，分为南北两段，1952年县文管所编排290号，其中以1~100号为南段，101~290号为北段，共有雕像264号，现存碑碣7通，唐宋造像记45则，浮雕经幢8座，线雕壁画1幅，造像7000余躯，有佛、菩萨、罗汉、金刚、经变相和人物造像6类，多俊俏秀美，令人叹为观止。共包含晚唐、前后蜀、宋代、明代4个时期，造像题材中密宗约占三分之一，兼有净土宗、三阶教、禅宗，观音造像比重较大，其中宋代造像中观音占一半以上。考古学家阎文儒盛赞此处晚唐五代造像“足称誉于全国”。

## 石刻分布

### 晚唐造像
有题记8龛窟，多形制大，具有盛唐典雅、恢宏遗风。
- 第5号毗沙门天王窟。双层窟，平顶，高2.95米，宽2.74米，深1.45米，正壁刻有毗沙门天王立像，高大魁梧，两足踏二夜叉，两旁各一护法神将，左右壁刻有男女眷属像5身。天宝七载（748年）唐玄宗诏诸道节度使所在州府于各城西北隅造毗沙门天王像以保国境平安，此像或与韦君靖于北山建永昌寨并置州城、都督府于此有关。
- 第9号千手观音窟。双层窟，平顶，高2.90米，宽2.70米，深1.42米，正壁刻有千手观音，正面现法身8支手，侧面有报身40支手，身后有线刻手若干，以示千手，姿态优美。
- 第10号释迦佛说法窟。双层窟，高2.48米，宽3.20米，高1.90米。
- 第58号观音、地藏窟。唐乾宁三年（896年）造像，双层窟，平顶，高1.34米，宽1.24米，深0.58米。
- 第245号观无量寿佛经变相窟。双层窟，平顶，高4.7米，宽2.58米，深1.18米。分为上、中、下、底部四层，包含《阿弥陀经》、《观无量寿佛经》、《无量寿经》、《未生怨经》等经题材，内容丰富，被誉为“中国近世明清两代雕刻工艺品表现出主题画面的先河”。[4][6]

### 前蜀、后蜀造像
多为小型浅窟，平顶，多兼具唐代丰满圆润的遗风和宋代修长纤细、温柔典雅的特点。
- 第53号阿弥陀佛、地藏、观音窟。前蜀造像，高1.24米，宽1.03米，深0.55米，正壁阿弥陀佛，左壁地藏，右壁观音，左右龛楣有永平五年（915年）镌记。
- 第279号东方药师琉璃光佛龛。后蜀造像，高1.68米，宽2.40米，深0.66米，分2龛，左龛正壁刻药师佛坐金刚座，左右为日光菩萨、月光菩萨坐像，右龛刻尊胜幢1座，高1.2米，7级，上刻《佛顶尊胜陀罗尼经》。两龛相连之龛楣上有广政十八年（955年）、咸平四年（1001年）镌记。
- 第281号东方药师琉璃光佛龛。双层窟，平顶，高1.6米，宽2.2米，深0.6米，分2龛，左龛正壁刻药师佛坐金刚座，左右为日光菩萨、月光菩萨坐像，正壁布满菩提树，左龛刻尊胜幢1座，高1.1米，上刻《佛顶尊胜陀罗尼经》。两龛相连之龛楣上有广政十七年（954年）镌记。

### 宋代造像
多为平顶，出现洞窟造像。风格一反唐代，身材窈窕，面目清秀，刻工精细写实。
- 第125号数珠手观音龛，早年为土所掩，民国二十二年（1933年）出土。顶部原毁，后修复为平顶。高1.26米，宽1.02米，深0.70米。龛刻数珠手观音立像，身高1.08米，头戴花冠，裙带飘拂，璎珞满身，袒胸露臂，亭亭玉立，俗称“媚态观音”。因多次翻制石膏模型，表面受损严重，左右壁男女侍者风化模糊。[7]
- 第136号转经轮藏窟。平顶，面西，高4.1米，宽4.1米，深6.79米，绍兴十二年至十六年（1142~1146年）镌刻。窟正中为宜中心柱，柱底部刻蟠龙缠绕，中部刻八面形莲花瓣露盘，上部为八面形顶盖，刻有楼阁、宝塔等建筑20余座。正壁中刻释迦佛坐于莲座，左右立有迦叶、观音、阿难、大势至。左右壁构图对称，分别刻有文殊菩萨骑狮、普贤菩萨骑象、玉印观音、六臂观音、如意珠观音、数珠手观音。窟门左右立有护法金刚。美术界有称“宋刻代表作”、“我国宋代石刻的精华和代表”、“艺术皇冠上的明珠”、“东方石窟艺术宫阙”。[5][8][9][10][11][12]
- 第149号观音窟。高3.43米，宽3.22米，深3.46米。
- 第155号孔雀明王窟。高3.43米，宽3.22米，深6.07米。正中刻孔雀明王结跏趺坐于孔雀背驮的莲座上，窟壁布满千佛。[13]
- 第168号五百罗汉窟。高3.30米，宽3.14米，深7.10米。
- 第176号弥勒下生经变相龛。高2.72米，宽1.95米，深2.40米，正壁刻有弥勒佛结跏趺坐于莲座上，左右各有三化佛。佛顶上方有七宝盖，宝盖上有大宝楼阁一座，左右壁刻有文殊、普贤和舍弥婆帝巡游图。[14]
- 第177号泗州大圣龛。高3.32米，宽2.20米，深2.54米。正壁刻泗州大圣。
- 第180号十三观音窟。高3.75米，宽3.79米，深3.17米。